# عایض الجونی
عایض الجونی (عربی: عايض الجوني؛ زادهٔ ۱۵ فوریهٔ ۱۹۸۸) یک ورزشکار اهل عربستان سعودی است.
از باشگاه‌هایی که در آن بازی کرده‌است می‌توان به باشگاه فوتبال هجر عربستان سعودی اشاره کرد.